# La Preuve par le miel
La Preuve par le miel est un roman érotique écrit par Salwa Al Neimi, d'abord  publié en langue arabe en 2007 à Beyrouth puis en édition française en 2008 chez Robert Laffont.

## Historique
Paru en arabe en janvier 2007 chez l'éditeur Riad el-Rayyes à Beyrouth sous le titre Burhān al-ʿasal, le livre sera publié en France, traduit par Oscar Heliani et adapté en français par l'auteure, chez l'éditeur Robert Laffont, dès mai 2008. Le livre va défrayer la chronique. Traduit en plus de 17 langues selon Le Monde, le livre sera confronté à la censure sur  la toile,.

## Thème
Dans ce livre, l'écrivaine s’intéresse aux textes classiques arabes, l’essence érotique de ces écrits est ce qui la passionne, le roman alterne des citations d’écrits anciens, des passages autobiographiques ainsi que des moments fantasmés,.

## Parution en France
- 2008 : La Preuve par le miel, Paris, traduction de Oscar Heliani, revue par l'auteur, Éditions Robert Laffont, coll. « Pavillons Poche », 177 p.  (ISBN 978-2-221-10976-2)